# It's Like That (canción de Run-D.M.C.)
"It's like That" es una canción de hip hop interpretada por el grupo Run-D.M.C.. Apareció por primera vez en 1983 en una cinta respaldada con el tema "Sucker MC's". El lanzamiento marcó el inicio de la carrera de Run-D.M.C. y es ampliamente considerado como advenimiento de los artistas de new school hip hop con una amplia imagen callejera, y un abrasivo sonido minimalista que marcó a sus predecesores. Ambas canciones aparecieron en el álbum debut epónimo del grupo. "It's like that" trata sobre el área donde vive el grupo (el desempleo, los precios, la muerte, etc).
El 2008, fue clasificada en el número 40 en la lista de VH1 100 Greatest Songs of Hip Hop (100 mejores canciones de hip hop).

## En la cultura popular
La canción aparece en los videojuegos GTA: Vice City Stories y Scarface: The World Is Yours.